# 김천 청암사 아미타불회도
김천 청암사 아미타불회도(金泉 靑巖寺 阿彌陀佛會圖)는 대한민국 경상북도 김천시 증산면 평촌리, 청암사에 있는 조선시대의 아미타불회도이다. 2009년 8월 31일 경상북도의 유형문화재 제415호로 지정되었다.

## 개요
이 아마타불회도는 金泥를 풍부하게 사용하여 제작한 金線描 불화로, 畵記를 통해 1790년 양공비구 濟閑 등 7명의 畵僧이 참여하여 직지사 내원암에서 ‘彌陀會幀’으로 조성되었음을 알 수 있다.
화면 중앙에는 結跏趺坐한 아미타불좌상을 중심으로 좌우에 입상의 관음보살․지장보살이 정면향으로 배열되어 있다. 또한 아미타불의 두광 좌우에는 합장을 한 가섭․아난존자가, 최상단 좌우에는 五佛씩 시방불이 그려져 있다. 이 불화는 삼베 바탕에 검은 안료로 바탕칠을 한 후 각 존상의 신체에 金彩하고 옷주름과 문양, 장식 등에 金泥로 마무리하였다. 옷 문양에 원문, 사각문, 당초문, 초문 등 다양한 문양을 사용하여 매우 섬세하며 화려하다.
이 아미타불회도는 간략한 인물 구성, 힘 있는 필력, 정교한 문양이 묘사된 화려한 金線描 불화로, 金泥가 풍부하게 사용되었을 뿐만 아니라 희귀한 黑幀이므로 有形文化財로 지정한다.

## 참고 문헌
- 김천 청암사 아미타불회도 - 국가유산청 국가유산포털